# Vörösbegy (regény)
A Vörösbegy Moly Tamás regénye, mely a Légrády Testvérek kiadásában jelent meg 1918-ban Budapesten. Szerzője szerint kalandortörténet, de valójában detektívregény. A korabeli kritika az első magyar detektívregénynek nevezte a könyvet.
A műfaj angol-amerikai termékei mint füzetes kiadványok korábban is jelen voltak Magyarországon. Moly Tamás munkája komolyabb külső alakban jelent meg és igényes nyelven íródott, ezért is joggal hívta fel magára a kritika figyelmét.

## Cselekménye
Egy pesti bankból fényes nappal nagy összeget rabol egy álarcos támadó. A nyomozást a legjobb detektívre bízzák, és ő van olyan ostoba, hogy a rendőrfőnököt gyanusítsa. Az igazi tettes, aki magát Vörösbegynek nevezi, könnyen az orránál fogva vezeti. A rendőrfőnök maga is üldözi a tettest; hogy kézrekerítse, Vörösbegy rabláskor viselt maszkját veszi fel és így megy lányával az álarcosbálba. Vörösbegyet persze nem fogja el, hiszen nem illik rá a rendőrség leírása. Egy félreeső helyen (szeparéban), ahova a rendőrfőnök lányát vitte, a lány az igazi Vörösbegyet kezdetben apjának nézi, mert az meg a rendőrfőnök maszkjában jelent meg. Erzsi boldogan tűri a bankrabló udvarlását, míg az apa egy dominót néz a lányának és azzal veszekszik. Ezekben a jelenetekben groteszk humor van, és az olvasó kezdettől fogva tisztán látja a helyzetet. Vörösbegy persze mindent tud, még azt is, amit nem lehetne tudnia, és végül szökésre bírja a rendőrfőnök lányát. 

## Fogadtatása
- „Moly Tamás regénye nem ponyva… Stílje gondos, nyelve irodalmi, hangja művelt: nyilvánvaló a törekvése, hogy irodalmivá emelje a műfajt…” Császár Elemér szerint azonban hiányzik belőle a detektívregények két fontos kelléke: az érdekesség és a valószerűség. Nehéz komolyan venni mint regényt, de nem is igazán paródia. „A szerző csak játszott velünk, de ebbe a játékba beleveszett regényének művészi hatása. A Vörösbegy, az első kísérlet a magyar detektívregény terén, nem sikerült. – állapítja meg a szigorú kritikus. – Óhajtanók, hogy ne legyen folytatása, és Moly Tamás is más műfajokban keresne érvényesülést.”[1]
- A Vörösbegy a két detektívregény-típus: a Sherlock Holmes- és a francia Arsène Lupin-féle közül az utóbbihoz kapcsolódik: nem a detektív éles eszét, hanem a bűnöző fölényes ügyességét helyezi középpontba. Moly Tamás jól kitalálta és mozgalmasan írja le a nagy bankrablást, majd a detektívek lihegő hajszáját, a nyomozást orránál fogva vezető rabló vakmerőségét és az ebből származó komikus helyzeteket. Valós emberi portrékat is ad, ami nem mindig jellemzője az ilyen műveknek. A regény jó munka, teljesen eléri a célt, melyet az író kitűzött magának. Iróniája finoman festi alá a történetet, és állandóan az olvasó tudatában tartja, hogy mindez nem több játéknál, amit nem kell túl komolyan venni.[2]